# Mostek gimnastyczny

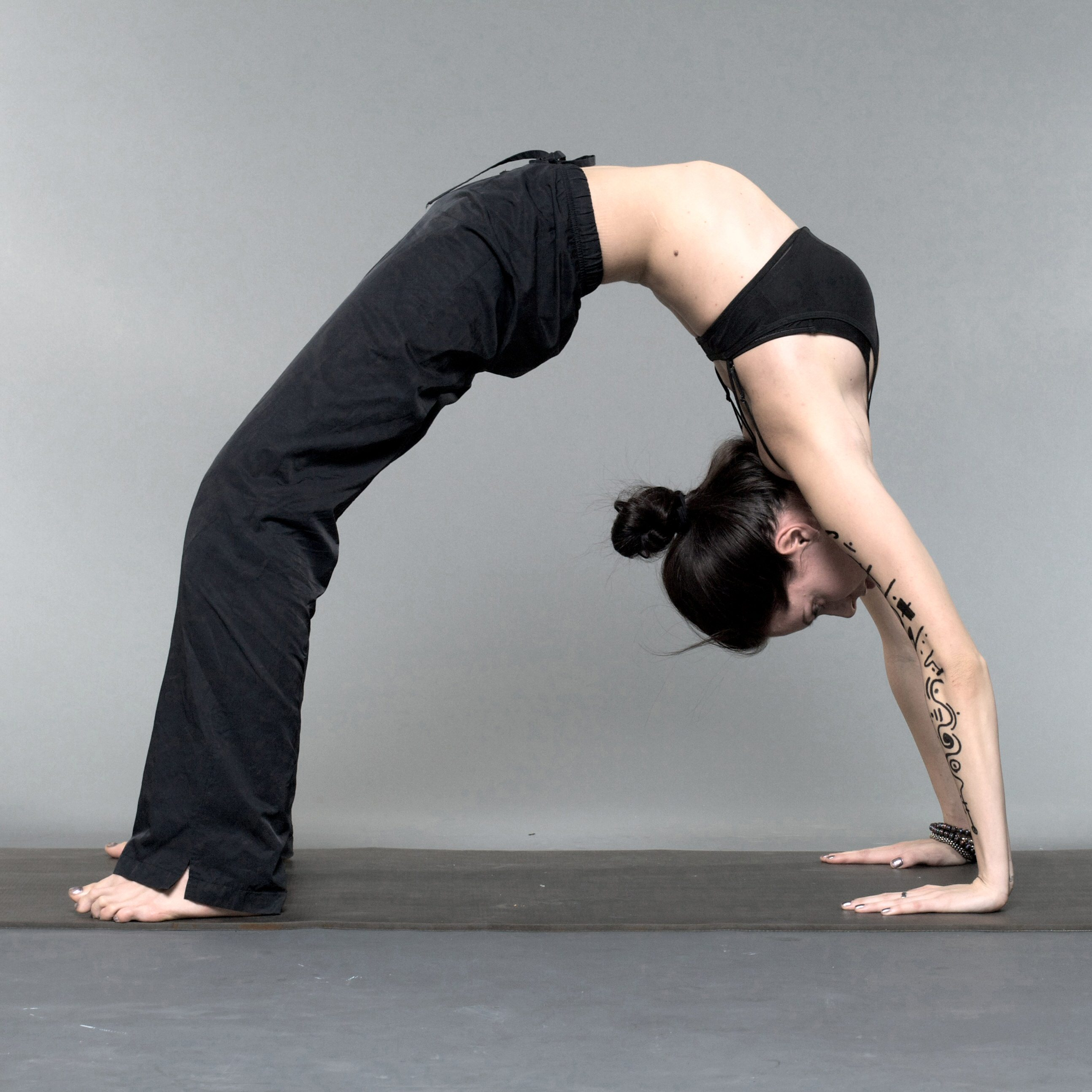

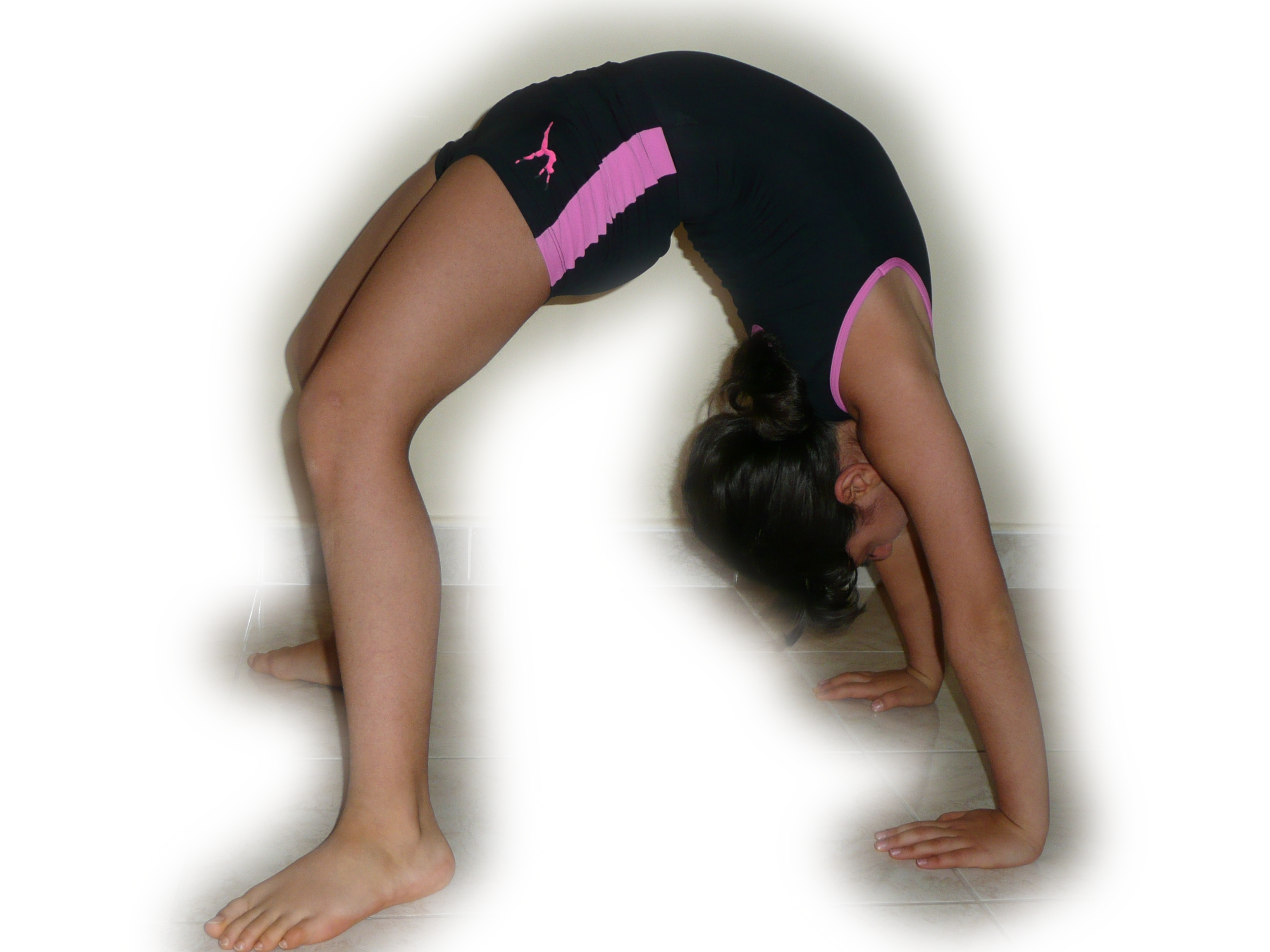

Mostek gimnastyczny − popularne ćwiczenie gimnastyczne, polegające na uniesieniu miednicy na wspartych nogach i rękach (czasami również na podparciu ciężaru ciała głową), mające na celu rozciągnięcie mięśni pleców, używane w wielu dyscyplinach sportowych, takich jak: zapasy, wrestling (mostek zapaśniczy), yoga, aerobik, fitness, judo, capoeira, brazylijskie jiu-jitsu lub w mieszanych sztukach walk. Często również ćwiczenie to jest wykonywane z użyciem piłki.